# محاكاة الدمج
محاكاة الدمج هي نمذجة المادة الحبيبية التي تنضغط في الحالة الكثيفة التي تُحقق من خلال تقليل فراغ الهواء.
وهناك ثلاث مراحل تتضمنها عملية الدمج وهي الملء أو التعبئة والدمج والطرد. وإذا ازداد ضغط التحميل، أثناء عملية الدمج بصورة مباشرة، فسيمر مُركب المسحوق بثلاث مراحل. أولاً، تملأ الجسيمات الفراغات وتتصل بالجسيمات المجاورة. ويُطلق على هذه المرحلة مرحلة إعادة الترتيب. وبعد إجراء معظم الاتصالات، يبدأ الدمج الأولي. يحدث التشوه المرن والتشوه اللدن ويزيد الضغط المحمل بدرجة حادة. وأما المرحلة الثالثة فهي مرحلة التكسير حيث تُكسر الجسيمات إلى أجزاء.
طريقة العناصر المنفصلة هي نموذج عددي صريح قادر على اقتفاء أثر حركة الجسيمات الفردية المنمذجة وتفاعلها. وقد عززت طريقة العناصر المنفصلة بسرعة فهمنا لنظام الحبيبات من خلال تقديم تنبؤات كمية بدلاً من الوصف الكيفي فقط، وزيادة معرفتنا بتجميع الجسيمات من خلال توفير كلٍّ من المعلومات التي ترى تحت المجهر والمعلومات التي ترى بالعين المجردة. وقد ثبت أن طريقة العناصر المنفصلة طريقة ذات إمكانية كبيرة في الصناعات والمهام العلمية، بما في ذلك الهندسة الكيميائية والميكانيكية وصناعة الأغذية، وعلوم الأرض والزراعة.
ويمكن حساب الحركة الانتقالية والدورانية لجميع الجسيمات عن طريق قانون نيوتن الثاني للحركة. وعادة ما تكون القوى المشاركة هي الجاذبيّة بين الجسيمات وقوى الاتصال بين الجسيمات بما في ذلك القوة الطبيعية والمماسية. في حين أن القوى الأخرى هي قوى فان دير فالس والقوة الأنبوبية لنظام الجسيمات الدقيقة والرطبة على التوالي.
لذا تشتمل عملية المحاكاة الكاملة على الدمج والتكسير، وتتضمن أربع مراحل هي: التعبئة، والدمج والاسترخاء والسحق. وفي بداية مرحلة التعبئة، تنتج الجسيمات المنمذجة عشوائيًا في مساحة مربعة وتسمح بالسقوط تحت الجاذبية الأرضية بسرعة ابتدائية صغيرة لتكوين التعبئة. ولا يوجد هناك تداخل بين الجسيمات والجدران. وعلى هذا تنضغط طبقة التعبئة عن طريق سطح منمذج بسرعة منخفضة، معظم الوقت، تضبط السرعة على 10 د/ث. وعندما تصل كثافة الدمج إلى القيمة المحددة، على سبيل المثال 0,75، تتوقف عملية التحميل ويرتفع السطح بسرعة 5 د/ث. وتنتهي مرحلة الدمج عندما ينفصل المستوى الأعلى عن الجسيمات العليا. وفي البحث الأخير، استخدمت الحدود الدورية أثناء مراحل التعبئة والدمج لاستبعاد تأثير الجدار.